# یوهان ویلهلم هیترف
یوهان ویلهلم هیترف (انگلیسی: Johann Wilhelm Hittorf؛ ۲۷ مارس ۱۸۲۴ – ۲۸ نوامبر ۱۹۱۴) یک فیزیک‌دان اهل آلمان بود.